# Campionato europeo maschile under 16 di calcio 1982
Il campionato europeo di calcio Under-16 1982 fu la prima edizione del torneo. Si svolse in Italia tra il 5 e il 7 maggio 1982. Il torneo fu vinto dall'Italia, che conquistò il trofeo per la prima volta nella sua storia, battendo in finale la Germania Ovest per 1-0.

## Qualificazioni
La fase finale del campionato europeo è stata preceduta da due fasi di qualificazione, disputate tra l'ottobre del 1980 e il marzo del 1982: 8 gironi di qualificazione e, successivamente, i quarti di finale. Durante questi turni, 26 squadre hanno gareggiato per determinare le quattro squadre qualificate per la fase finale.

### Quarti di finale
| Squadra 1        | Totale | Squadra 2      | Andata | Ritorno           |
| ---------------- | ------ | -------------- | ------ | ----------------- |
| Finlandia        | 3 - 2  | Scozia         | 1 - 2  | 2 - 0             |
| Germania Est     | 3 - 4  | Germania Ovest | 1 - 1  | 2 - 3             |
| Francia          | 2 - 5  | Italia         | 2 - 2  | 0 - 3             |
| Unione Sovietica | 2 - 2  | Jugoslavia     | 2 - 0  | 0 - 2 (3-4) (dtr) |

## Squadre partecipanti
| Squadra            | Data qualificazione |
| ------------------ | ------------------- |
| Finlandia          | 28 ottobre 1981     |
| Germania Ovest     | 17 marzo 1982       |
| Italia (ospitante) | 17 marzo 1982       |
| Jugoslavia         | 31 marzo 1982       |

## Città e stadi
| Città               | Stadio              |
| ------------------- | ------------------- |
| Falconara Marittima | Stadio Roccheggiani |
| Senigallia          | Stadio Comunale     |

## Risultati

### Fase ad eliminazione diretta
|  | Semifinali     | Semifinali     | Semifinali     |                |        | Finale           | Finale           | Finale          |  |
|  |                |                |                |                |        |                  |                  |                 |  |
|  | Italia (dtr)   | Italia (dtr)   | 1 (4)          |                |        |                  |                  |                 |  |
|  | Italia (dtr)   | Italia (dtr)   | 1 (4)          |                |        |                  |                  |                 |  |
|  | Finlandia      | Finlandia      | 1 (2)          |                |        |                  |                  |                 |  |
|  | Finlandia      | Finlandia      | 1 (2)          |                | Italia | Italia           | 1                |                 |  |
|  |                |                |                |                | Italia | Italia           | 1                |                 |  |
|  |                |                | Germania Ovest | Germania Ovest | 0      |                  |                  |                 |  |
|  | Germania Ovest | Germania Ovest | Germania Ovest | Germania Ovest | 0      | 2                |                  |                 |  |
|  | Germania Ovest | Germania Ovest |                |                |        | 2                |                  |                 |  |
|  | Jugoslavia     | Jugoslavia     | 1              |                |        | Finale 3º posto  | Finale 3º posto  | Finale 3º posto |  |
|  | Jugoslavia     | Jugoslavia     | 1              |                |        |                  |                  |                 |  |
|  |                |                |                |                |        |                  |                  |                 |  |
|  |                |                |                |                |        | Jugoslavia (dtr) | Jugoslavia (dtr) | 0 (4)           |  |
|  |                |                |                |                |        | Jugoslavia (dtr) | Jugoslavia (dtr) | 0 (4)           |  |
|  |                |                |                |                |        | Finlandia        | Finlandia        | 0 (2)           |  |

#### Semifinali
| Falconara Marittima 5 maggio 1982, ore CEST  | Italia               | 1 – 1 (d.t.s.) | Finlandia | Stadio Roccheggiani |
| \| \| \| \| \| \| Tiri di rigore 4 – 2 \| \| |                      |                |           |                     |
|                                              |                      |                |           |                     |
|                                              | Tiri di rigore 4 – 2 |                |           |                     |

| Senigallia 5 maggio 1982, ore CEST | Germania Ovest | 2 – 1 | Jugoslavia | Stadio Comunale |

#### Finale per il 3º posto
| Falconara Marittima 7 maggio 1982, ore CEST  | Jugoslavia           | 0 – 0 (d.t.s.) | Finlandia | Stadio Roccheggiani |
| \| \| \| \| \| \| Tiri di rigore 4 – 2 \| \| |                      |                |           |                     |
|                                              |                      |                |           |                     |
|                                              | Tiri di rigore 4 – 2 |                |           |                     |

#### Finale
| Arbitro: | Nyffenegger |

|        |           |  |
| Macina | Marcatori |  |